# Charles Kennedy-Purvis

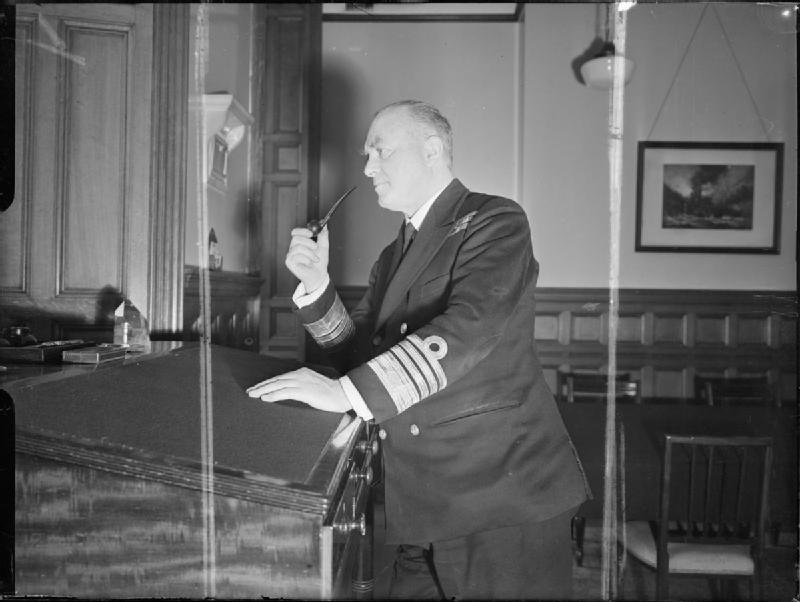
Admiral Sir Charles Kennedy-Purvis

Sir Charles Edward Kennedy-Purvis, GBE, KCB (* 2. Mai 1884 in Clifton, Barton Regis, Gloucestershire; † 26. Mai 1946) war ein britischer Seeoffizier und zuletzt Admiral. Er war von 1938 bis 1940 Präsident des Royal Naval College in Greenwich, zwischen 1940 und 1942 Oberkommandierender der Seestreitkräfte in Amerika und Westindien (Commander-in-Chief, America and West Indies Station) sowie von 1942 bis zu seinem Tod 1946 Stellvertretender Erster Seelord (Deputy First Sea Lord).

## Leben

### Ausbildung zum Seeoffizier, Erster Weltkrieg und Zwischenkriegszeit

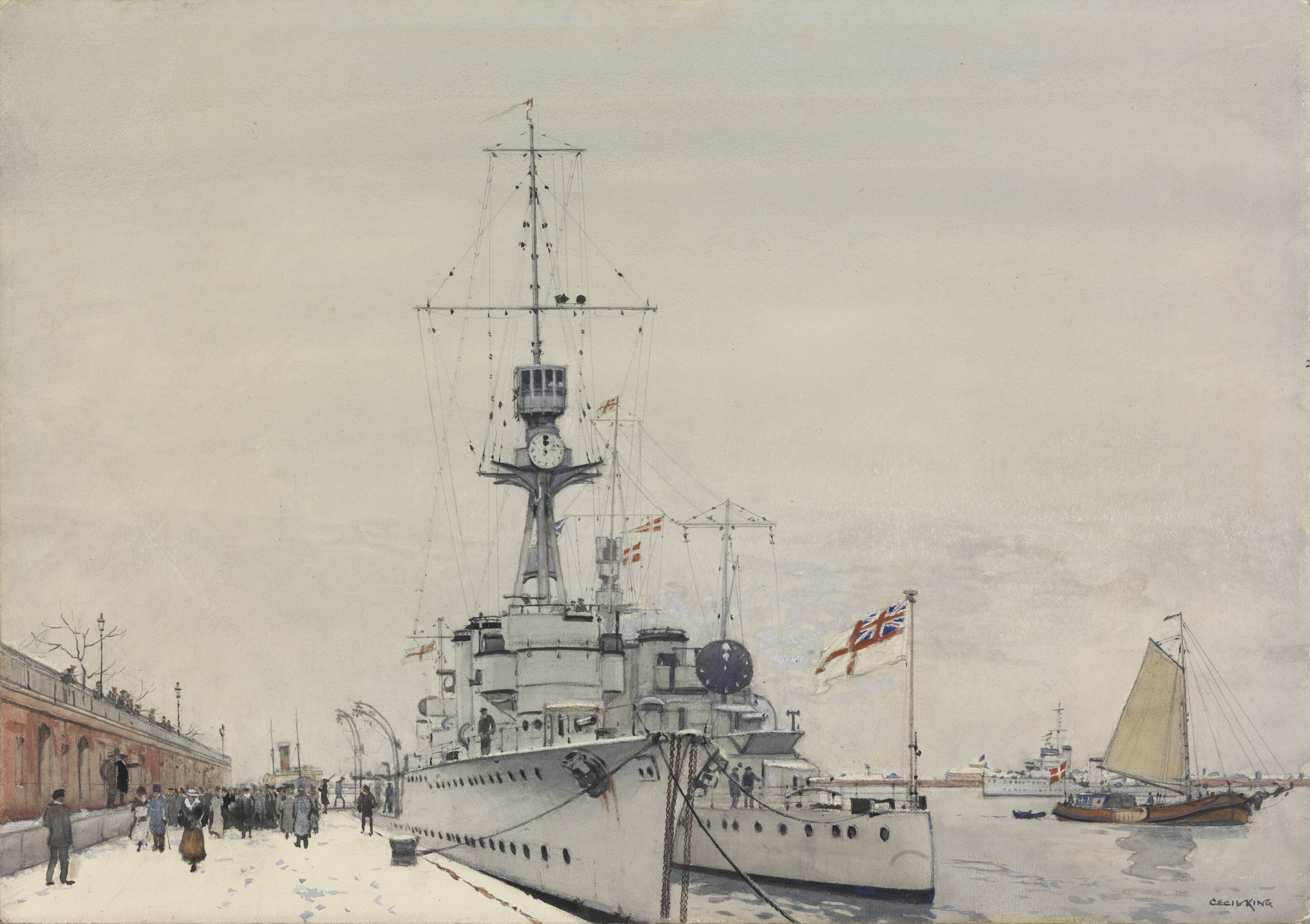
Kapitän zur See Kennedy-Purvis war zwischen 1925 und 1926 Kommandant des zur C-Klasse gehörenden Leichten Kreuzers HMS Concord (links).

Charles Edward Kennedy-Purvis trat am 15. Januar 1899 als Seekadett (Naval Cadet) in die Royal Navy ein und fand im Laufe der nächsten zwanzig Jahre zahlreiche Verwendungen als Seeoffizier und als Stabsoffizier. Er wurde am 15. Mai 1900 Midshipman sowie am 15. Juli 1903 zum Acting Sub-Lieutnenant ernannt. Am 11. Januar 1905 erfolgte seine Beförderung zum Sub-Lieutenant, wobei diese rückwirkend auf den 15. Juli 1903 datiert wurde. Ein knappes halbes Jahr später erfolgte am 1. Juli 1905 seine Beförderung zum Kapitänleutnant (Lieutenant), deren Wirkung auf den 15. Januar 1904 datiert wurde. Er wurde am 15. Januar 1912 zum Korvettenkapitän (Lieutenant-Commander) befördert und wurde während des Ersten Weltkrieges einer der ersten Spezialisten für drahtlose Telegrafie der Marine. Im Juni 1915 wurde er zum Ausbilder an der neu gegründeten Marinefernmeldeschule (RN Signal School) ernannt und erhielt dort am 30. September 1915 seine Beförderung zum Fregattenkapitän (Commander).

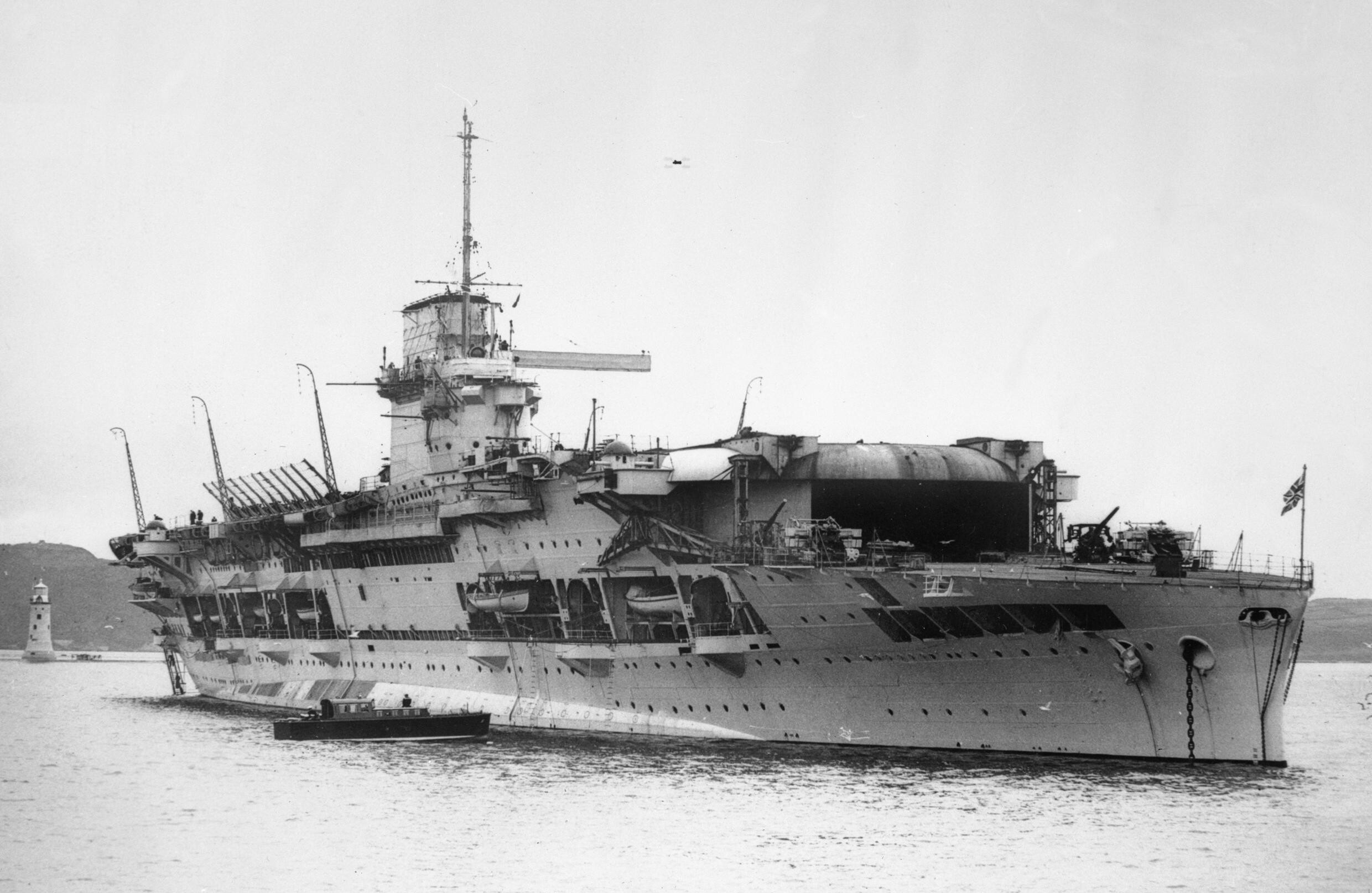
Von 1931 bis 1932 war Kapitän zur See Kennedy-Purvis Kommandant der Glorious, einem zum Flugzeugträger umgebauten Großen Leichten Kreuzer der Courageous-Klasse.

Nach Ende des Ersten Weltkrieges diente Kennedy-Purvis zwischen 1918 und 1919 als stellvertretender Kommandant (Executive Officer) des zur Town-Klasse gehörenden Leichten Kreuzers Southampton sowie von 1919 bis 1920 als Executive Officer auf dem zur King-George-V-Klasse gehörenden Schlachtschiff Ajax. Im Anschluss kehrte er als Kommandant an die RN Signal School zurück. Zugleich wurde er am 5. März 1920 Vertreter der Marine im Unterausschuss für Experiment der Behörde für drahtlose Telegrafie (Wireless Telegraphy Board) und als solcher am 31. Dezember 1921 zum Kapitän zur See (Captain) befördert. Er war von August 1923 bis Januar 1925 als Vertreter der Marine Mitglied des Hauptausschusses der Wireless Telegraphy Board und fungierte zwischen Januar und Juli 1925 als Kommandant (Commanding Officer) des zur Danae-Klasse gehörenden Leichten Kreuzers Diomede.
Anschließend wurde er im Juli 1925 Kommandant des zur C-Klasse gehörenden Leichten Kreuzers Concord und hatte dieses Kommando bis Dezember 1926 inne. Am 22. Februar 1927 wechselte er in die Admiralität (Admiralty) und war dort bis März 1930 Leiter der Abteilung Fernmeldewesen (Director of Signal Department). Am 17. März 1930 bis zum 12. Januar 1931 besuchte er zunächst den Kriegslehrgang für höhere Offiziere an der Seekriegsschule (Royal Navy War College) in Greenwich, der sogenannten HMS President, und daraufhin zwischen dem 12. Januar und dem 14. März 1931 noch einen Techniklehrgang für höhere Offiziere in Portsmouth.
Am 14. März 1931 wurde Kapitän zur See Charles Kennedy-Purvis Kommandant der Glorious, einem zum Flugzeugträger umgebauten Großen Leichten Kreuzer der Courageous-Klasse, und verblieb auf diesem Kommando bis Dezember 1932. Im Anschluss fungierte er zwischen dem 5. Januar 1933 und dem 30. September 1933 als Marineadjutant (Naval Aide-de-camp) von König Georg V.

### Aufstieg zum Admiral und Zweiter Weltkrieg

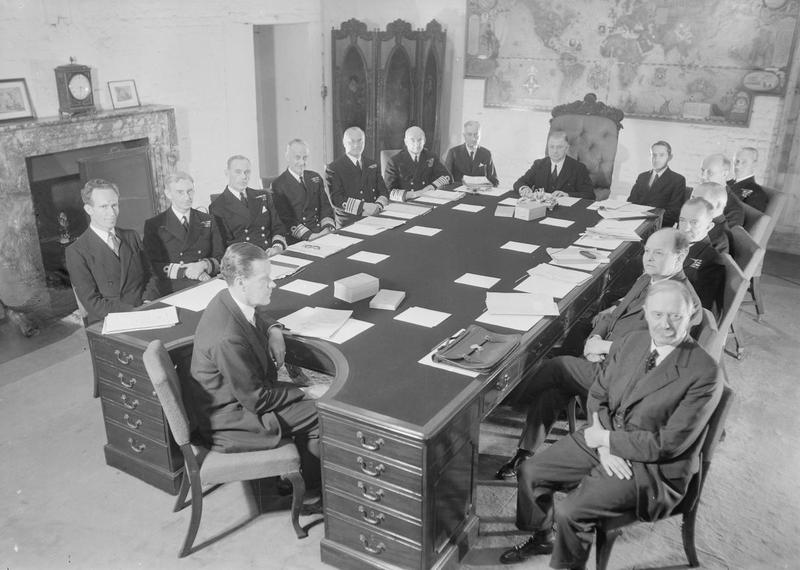
Der Admiralitätsausschuss (Board of Admiralty) mit Admiral Sir Charles Kennedy-Purvis (6.v.l.) bei einer Sitzung am 16. Juli 1943.

Am 30. September 1933 wurde Charles Edward Kennedy-Purvis zum Konteradmiral (Rear-Admiral) befördert und besuchte zeitweilig Lehrgänge am 1927 gegründeten Imperial Defence College (IDC) in London. Im Anschluss wurde er am 7. Juli 1934 als Lord Commissioner of the Admiralty in den Admiralitätsausschuss (Board of Admiralty) berufen und fungierte dort bis Oktober 1936 als Assistierender Chef des Marinestabes (Assistant Chief of Naval Staff). Für seine langjährigen Verdienste wurde er im Zuge der New Year Honours am 1. Januar 1935 zum Companion des Order of the Bath (CB) ernannt. Am 2. Oktober 1936 übernahm er den Posten als Kommodore des zur Mittelmeerflotte (Mediterranean Fleet) gehörenden 1. Kreuzergeschwaders (1st Cruiser Squadron) und hatte dieses Kommando bis September 1938 inne. Als Kommodore war zunächst der zur County-Klasse gehörende Schwere Kreuzer Sussex sowie danach die ebenfalls zur County-Klasse gehörende London sein Flaggschiff. Am 28. Juni 1937 wurde er zum Vizeadmiral (Vice-Admiral) befördert.
Am 7. Oktober 1936 übernahm Vizeadmiral Kennedy-Purvis von Vizeadmiral Sir Sidney Bailey den Posten als Präsident des Royal Naval College in Greenwich und hatte diesen bis März 1940 inne, woraufhin dieser bis 1943 vakant blieb und erst danach mit Commodore Augustus Agar wieder besetzt wurde. Er fungierte zugleich zwischen Oktober 1938 und März 1940 als Kommandierender Vizeadmiral der Seekriegsschule (Vice-Admiral Commanding RN War College). Im Zuge der sogenannten Birthday Honours wurde er am 8. Juni 1939 zum Knight Commander des militärischen Zweiges des Order of the Bath (KCB) geschlagen und führte fortan den Namenszusatz „Sir“. Als Nachfolger von Admiral Sir Sidney Meyrick wurde er am 3. April 1940 Oberkommandierender der Seestreitkräfte in Amerika und Westindien (Commander-in-Chief, America and West Indies Station) und verblieb in dieser Funktion bis zum 17. Juli 1942, woraufhin Admiral Sir Alban Curteis ihm als Senior British Naval Officer, Western Atlantic folgte. Als Oberkommandierender war der Flottenstützpunkt (Royal Naval Dockyard, Bermuda), das sogenannte HMS Malabar, sein Hauptquartier. Dort erfolgte am 15. Februar 1942 auch seine Beförderung zum Admiral. Seine Zeit als Oberkommandierender der Seestreitkräfte in Amerika und Westindien fiel mit dem Destroyers for Bases Agreement zusammen, in dem fünfzig ältere Zerstörer von den Vereinigten Staaten nach Großbritannien verlegt wurden, als Gegenleistung für das Recht der US Navy und der US Army Air Force (USAAF), Stützpunkte in britischen Territorien zu errichten. In Westindien überwand Kennedy-Purvis erfolgreich alle Schwierigkeiten und arbeitete innerhalb kürzester Zeit eng mit seinem amerikanischen Amtskollegen zusammen.
Admiral Sir Charles Kennedy-Purvis wurde am 29. Juli 1942 als Lord Commissioner of the Admiralty wieder in den Admiralitätsausschuss berufen und übernahm dort bis zu seinem Tode am 26. Mai 1946 das Amt als Stellvertretender Erster Seelord (Deputy First Sea Lord). Das Amt des Stellvertretenden Ersten Seelord wurde bislang nur im Ersten Weltkrieg 1917 von Vizeadmiral Rosslyn Wemyss sowie zwischen 1918 und 1919 von Konteradmiral George Hope wahrgenommen und auch nach dem Tode von Charles Kennedy-Purvis nicht erneut vergeben, so dass in der Geschichte der Royal Navy nur drei Personen dieses Amt bekleideten. Als Stellvertretender Ersten Seelord war er Vertreter der damaligen Ersten Seelords, Admiral of the Fleet Sir Dudley Pound (1939–1943) sowie Admiral of the Fleet Andrew Cunningham, 1. Viscount Cunningham of Hyndhope (1943–1946), um diese von ihren administrativen Pflichten zu entlasten, damit der Erste Seelord sich auf seine Rolle als Chef des Marinestabes (Chief of the Naval Staff) und Mitglied des Ausschusses der Stabschefs (Chiefs of Staff Committee) konzentrieren konnte. Für seine Verdienste im Zweiten Weltkrieg wurde er im Rahmen der New Year Honours am 1. Januar 1946 zum Knight Grand Cross des Order of the British Empire (GBE) geschlagen. Am 16. Juli 1946 wurde er zudem Posthum Commander des US-amerikanischen Legion of Merit.
Seine am 14. März 1908 in der Londoner Christ Church mit der 1971 verstorbenen Ethel May Conquest blieb kinderlos. Die Trauerfeier nach seinem Tode infolge eines Herzinfarkts fand in der Kapelle des Old Royal Naval College in Greenwich statt.